# Saint-Apollinaire-de-Rias
Saint-Apollinaire-de-Rias é uma comuna francesa na região administrativa de Auvérnia-Ródano-Alpes, no departamento de Ardèche. Estende-se por uma área de 8,34 km². Em 2010 a comuna tinha 204 habitantes (densidade: 24,5 hab./km²).